# Contrato de esclavo
Un contrato de esclavo (en hangul, 노예 계약), se refiere a un contrato justo a largo plazo entre los ídolos coreanos y sus discográficas.

## Condiciones
Los aspirantes a ídolos de K-pop, conocidos como «aprendices», suelen firmar contratos con agencias de entretenimiento a una edad muy temprana, generalmente alrededor de los 12 o 13 años. El proceso de entrenamiento puede llevar hasta diez años, según el exdirector de la Korea Entertainment Law Society. Durante este tiempo, tanto los aprendices como los ídolos que han debutado suelen vivir en dormitorios proporcionados por sus agencias, donde estas controlan aspectos como sus dietas, vidas amorosas y comportamiento. Además, en la mayoría de los contratos, los aprendices y los ídolos deben reembolsar a sus agencias los gastos incurridos en lecciones de canto y baile, vestuario y costos de vida, entre otros. Como resultado, muchos ídolos pueden no obtener grandes ganancias.
Muchos grupos de K-pop suelen pasar varios años antes de alcanzar el punto de equilibrio en sus carreras, lo que significa que no reciben su parte de las ganancias generadas por sus canciones hasta que se haya cubierto la deuda de sus años como aprendices. Sin embargo, hay una notoria excepción para los grupos de las «tres grandes» empresas del K-pop: SM Entertainment, YG Entertainment y JYP Entertainment. Los aprendices de estas tres empresas reciben un salario desde el momento en que debutan y, en general, no enfrentan deudas de aprendizaje, a menos que decidan abandonar la compañía antes de cumplir con sus contratos.
El tema del trato justo hacia los cantantes y aprendices de K-pop ha sido una cuestión prominente en la industria musical coreana. En respuesta a esto, la Korea Fair Trade Commission intervino y le pidió a agencias como SM, FNC y DSP que cesaran la cancelación de contratos de aprendices por motivos dudosos, como cláusulas de moralidad. Sin embargo, a pesar de este avance, aún quedan muchos problemas urgentes por abordar, como el maltrato por parte de las agencias de entretenimiento que se refleja en contratos draconianos y poco estandarizados. Estos contratos a menudo crean identidades fabricadas y controladas, con el fin de mantener una imagen de «soltero talentoso, atractivo y heterosexual, aparentemente accesible para los fanáticos del sexo opuesto». Esto puede llevar a situaciones injustas, como la eliminación de artistas exitosos de la compañía simplemente por estar involucrados en una relación sentimental, como ocurrió con dos artistas de Cube Entertainment. Además, tanto los ídolos masculinos como femeninos enfrentan la presión de alcanzar y mantener una figura irrealmente delgada para incluso poder ser considerados para postularse como aprendices.

## Reformas
En 2008, tres miembros de TVXQ llevaron a SM Entertainment a los tribunales, argumentando que el contrato de trece años impuesto por la agencia era excesivamente largo, restrictivo y les privaba de una parte significativa de las ganancias generadas por su éxito. Como respuesta a este litigio y en busca de una regulación más equitativa, en 2009, la Korea Fair Trade Commission (KFTC) estableció una norma que limitaba la duración de los contratos de entretenimiento a siete años.
Posteriormente, en 2017, la KFTC volvió a tomar medidas para reformar el trato a los artistas. Entre las medidas implementadas, se redujeron las sanciones financieras impuestas a los aprendices que rompen sus contratos anticipadamente, y se dificultó que las agencias obligaran a los ídolos a renovar sus contratos bajo presión. Estas reformas buscaban brindar mayor protección y equidad a los artistas en la industria del entretenimiento y generar un ambiente más justo y sostenible para los talentos del K-pop.